# Styvenson Valentim
Eann Styvenson Valentim Mendes (Rio Branco, 7 de fevereiro de 1977) é um policial militar e político brasileiro, filiado ao Partido da Social Democracia Brasileira (PSDB). Ficou conhecido pela rigidez na coordenação da lei seca no Rio Grande do Norte. Atualmente, exerce o mandato de Senador da República.

## Biografia
Eann Styvenson Valentim nasceu em 1977 na cidade de Rio Branco e é capitão da Polícia Militar do Estado do Rio Grande do Norte. Ele Possui graduação em direito pela Faculdade Estácio do Rio Grande do Norte.
Tornou-se conhecido no Rio Grande do Norte a partir de 2014, quando coordenou as fiscalizações da Lei seca pela Polícia Militar do estado. Ocupou o cargo até julho de 2016. Também ficou notabilizado por realizar muitas prisões em outras atividades como policial militar e por atuar em defesa da reforma de escolas.
Nas eleições de 2018, recebeu 25,6% dos votos válidos em sua primeira disputa para um cargo público eletivo pelo estado do Rio Grande do Norte. Como bandeiras de atuação, elencou as áreas da educação, saúde e segurança pública como prioritárias. Styvenson também deverá priorizar a moralidade, a transparência, o respeito e o zelo pelo bem público.
Styvenson foi o senador mais votado do Rio Grande do Norte, com 745.827 votos, representando 25,63%, sendo eleito pela Rede Sustentabilidade.
Em junho de 2019, votou contra o Decreto das Armas do governo, que flexibilizava porte e posse para o cidadão. Propôs o PL 3.113/2019, projeto que exige dos interessados na aquisição de posse ou porte de arma de fogo que apresentem obrigatoriamente resultado negativo em exame toxicológico. O projeto foi duramente criticado pelo governo, por dificultar ainda mais o acesso dos cidadãos as armas de fogo. O senador também já defendeu a identificação dos projéteis, por meio do PL 603/2019, outro projeto que encareceria o acesso as armas de fogo mas que possibilita o rastreamento e ajudar nas investigações "segundo o parlamentar, a matéria evitará o comércio paralelo, perdas e furtos de projéteis, principalmente, no atual cenário, em que a posse e o porte de armas foram ampliados a diversas categorias da sociedade, com a publicação do Decreto 9.785/2019."
Em 2022 se candidatou a governador, se colocando como oposição a governadora Fátima Bezerra, mas também se colocando contra o candidato do Solidariedade Fábio Dantas, que representava o bolsonarismo. Acabou a eleição em 3° lugar com 307.330 votos, equivalente a 16,80%. Seu partido, PODE, não elegeu nenhum político no RN. No cenário nacional anulou o voto no 1° turno por indecisão, no 2° turno declarou voto em Bolsonaro por considerar Lula "indigesto" 
Em 2023, foi eleito pelo Ranking dos Políticos, o 7° melhor senador do Brasil e o melhor do RN.
Em 2024, se aproximou do também senador do Rio Grande do norte Rogério Marinho e apoiou a candidatura do deputado Paulinho Freire para prefeito de Natal. Ainda nesse ano foi eleito pelo Ranking dos Políticos o 8° melhor senador e novamente o melhor do RN.
Em 2025, migrou do PODE para o PSDB, mas deixando claro que continua sendo oposição ao governo Fátima.

## Histórico Eleitoral
| Ano  | Eleição                         | Partido | Candidato a | Votos   | %                 | Resultado  | Ref    |
| ---- | ------------------------------- | ------- | ----------- | ------- | ----------------- | ---------- | ------ |
| 2018 | Estadual do Rio Grande do Norte | REDE    | Senador     | 745.827 | 25,63% (1º Lugar) | Eleito     | [ 14 ] |
| 2022 | Estadual do Rio Grande do Norte | PODE    | Governador  | 307.330 | 16,80% (3º Lugar) | Não eleito | [ 9 ]  |